# Casarile
Casarile ist eine Gemeinde mit 3952 Einwohnern (Stand 31. Dezember 2023) in der Metropolitanstadt Mailand, Region Lombardei.
Die Nachbarorte von Casarile sind Lacchiarella, Vernate, Binasco, Rognano (PV) und Giussago (PV).

## Bevölkerungsentwicklung
Casarile zählt 1417 Privathaushalte. Zwischen 1991 und 2001 stieg die Einwohnerzahl von 2545 auf 3572. Dies entspricht einem prozentualen Zuwachs von 40,4 %.